# 아나키스트들의 상징
이 문서는 아나카스트들의 상징물이나 기(旗)에 대해 다룬다.

## 검은 깃발

검정 깃발

검은 깃발은 1880년대부터 아나키즘과 보편적으로 관련되기 시작했다.

### 역사
검은 깃발을 누가 처음으로 사용했는지는 명확히  알려지지 않았다. 아마도 1871년 파리코뮨 시대의 혁명가 Louise Michel이 그 시조가 아닌가하는 추측이 존재한다. 1882년 3월 18일 파리 코뮌을 기념하기 위한 공개 회의에서 그녀는 다음과 같이 선언했다. "붉은 깃발은 더 이상 적절하지 않다. 고통의 검은 깃발을 들어 올리자." 다음 해 그녀는 그 말을 행동으로 옮겼다 아나키스트 역사가 조지 우드콕(George Woodcock)에 따르면 1883년 3월 9일 프랑스 파리 실업자들의 시위에서 그녀는 검은 깃발을 들고 등장했다. 실업자들의 야외 시위는 500여명의 규모였고, 미셸은 검은 깃발을 들고 "빵과 일이 아니면 총알을!"(Bread, work, or lead) 이라고 외치며 생제르망 도로를 시위대의 가장 앞에 서서 행진했다. 그리고 군중은 경찰에게 공격 당하기 전에 3개의 빵집을 공격했다. 그녀는 구속되어 6년의 독방 감금형을 선고 받았으나, 공공의 압력에 의해 곧 사면 되었다. 같은 해 8월 출판된 리옹 지역 아나키스트 신문 Le Drapeau Noir(The Black Flag)은 검은 깃발은 아나키스트 그룹 사이에서 유명한 심볼이 되었다고 보고 했다. 하지만 검은 깃발이 널리 퍼지기 전에 많은 아나키스트들은 보편적으로 흑적기를 그들의 상징으로 사용하고 있었다.
폴 에브리치에 따르면 1884년 11월 27일, 아나키스트 데모에서 검은 깃발이 펄쳐졌다. 폴 에브리치에 의하면, 헤이마켓의 순교자 중 한명인 어거스트 스파이스(August Spies)는 다음과 같이 언급했다. "검은 깃발이 미국에 펄쳐진 것은 이번이 처음이다." 그리고 다음해 1월의 미국의 혁명적 아나키스트 운동에서 다음과 같은 장면이 연출 되었다. "붉은 색과 검은 색의 깃발을 사용하는 가두행진과 대규모 야외 시위는 선전의 가장 드라마틱한 모습이였다." 1885년 4월 시카고 시위 행렬에서는 루시 파슨스( Lucy Parsons)와 리지 홈즈(Lizzie Holmes)가 시위대를 이끌었는데 각각 붉은 깃발과 검은 깃발을 쥐고 있었다.
한편 러시아에서는 1905년 'Chernoe Znamia'(black banner) 운동이 등장하기 이전까지는 검은 깃발이 쓰이지 않은 걸로 보인다. 그 해의 피의 일요일 사건으로 혁명이 좌절된 이후 아나키즘은 또 다시 지하로 숨어들어가야 했다. 1917년의 혁명 동안 아나키즘의 검은 깃발은 재등장하게 되었다. 그 해 2월, 페트로그라드의 차리즘 타도 시위에서 아나키스트들은 검은 깃발에 다음과 같은 슬로건을 새기고서 참여했다. "권위와 자본주의를 타도하자!" 활동의 일환으로 아나키스트들은 임시정부의 반혁명 시도로부터 스스로를 지키기 위해 대부분의 도시와 마을에 무장 분견대를 결성했고 이들은 '검은 수비대'(Black Guards)로 불렸다. 그리고 조금 암울한 기록이 있는데, 1921년 2월에 아나키즘의 검은 깃발이 소련에 나타났다. 그 달엔 표트르 크로폿킨의 장례식이 모스크바에서 열렸었다. 2만여명의 참석자들이 그의 명예를 위해 검은 깃발을 들고서 행진 했는데, 거기엔 다음과 같은 문구가 새겨져 있었다. "권위가 있는 곳에 자유는 없다." 크로폿킨의 장례식으로부터 '고작' 2주만이 지나서 크론시타트 반란이 실패로 돌아갔고, 아나키즘은 소련에서 삭제되었다.
상기한 사건들은 역사상에서 검은 깃발의 유명한 사용사례이지만, 정확한 기원인 것은 아니다. 알려져 있는 여러 아나키스트 단체들은 검은색과 관련하여 그들의 이름을 짓곤 했다. 1881년 7월 Black International(아나키스트 인터내셔널)가 런던에서 창립하였다. 이는 제1인터내셔널 해체에 따른 아나키스들의 조직이다. 같은해 10월 미국에서도 국제노동자 연합이 창립되어 런던의 Black Internation과 연대하였다.  이 두 조직은 Michel의 시위와 시카고의 검은 깃발을 따랐다.  이 두 조직은 Michel의 시위(1883)와 시카고의 검은 깃발을 따랐다.
북친(Murray Bookchin)에 의하면 1870년 6월 스페인 아나키스트 혁명 연설에서 아나키스트들이 검은 깃발을 그 상징으로서 채택했다고 말했다. 하지만 당시에도 아나키스트들은 붉은 깃발을 널리 이용하고 있었다. 아나키즘의 상징으로 검은 깃발이 확실히 자리잡은 기간은 아마도 이때 이후였을 것이다.
붉은 깃발의 사용은 쉽게 없어지지 않았다. 표트르 크로폿킨의 글에서(1880~1882)의 내용 다음과 같은 내용이 언급된다. "아나키스트들은 혁명의 붉은 깃발을 휘날리며..." 우드콕이 언급했듯이 "크로폿킨을 비롯한 여러 아나키스트들이 사회주의자로서 붉은 깃발을 사용했던 것에서 보면, 이때까지도 검은 깃발은 아나키스트들에게 보편적으로 수용되지 않았다" 또한 우리는 1880년대에 시카고 아나키스트들이 검고 붉은 깃발을 모두 사용했던 것을 유념할 필요가 있다.
흑기를 아나키스트들 사이에서 상징물로 만드는데 기여한 :en 루이즈 미셸은 다음과 같이 언급한적이 있다.
검붉은 깃발이 분노의 바람에 휘날릴때, 얼마나 많은 분노한 인민들과 청년이 우리와 함께할 것인가? 그 검붉은 파도가 오래된 난파선에 몰려들 때, 그것은 해일이 되어 낡은 잔해를 쓸어버릴 것이다!
자유를 갈망하는 깃발이 우리의 피에 붉게 물들어 사형 집행자들을 두려움에 떨게 하고 있다. 타인의 노동을 착취하는 자들과의 투쟁으로 죽어간 자들의 피가 겹겹이 쌓여 이제 붉은 깃발은 검은 깃발이 되었다. 그 붉은 깃발과 검은 깃발은 우리의 죽음을 애도하며 새로운 희망의 여명을 향하여 휘날릴 것이다.
 — The Red Virgin: Memoirs of Louise Michel, pp. 193-4
하워드 에를리히(Howard Ehrlich)는 흑기에 대하여 다음과 같이 언급한 적이 있다.
왜 우리의 깃발은 검은색인가? 이것은 '거부'라는 그림자의 색이다. 검은 깃발은 모든 깃발에 대한 거부이다. 이것은 인류의 화합을 가로막고 대립시키는 국민성에 대한 거부이다. 검은색은 국가와 집단에 충성이라는 이름으로 인류에 자행되는 끔찍한 범죄에 대한 분노이자 울분이다. 이것은 가식과 위선, 그리고 정부의 비열한 속임수에 은밀하게 모욕되는 인간 지성의 분노이자 울분이다. 검은색은 또한 비탄이다. 검은 깃발은 안정과 위대한 영광을 위해 기꺼이 피를 마신 조국에 대한 거부이며, 국가의 안과 밖에서, 그리고 전쟁에서 살해된 샐 수 없는 희생자들의 비탄이다. 이것은 노동의 결과가 강탈되어, 또 다른 인간을 도살하고 억압하는데 쓰이게 되는 현실에 대한 비탄이다. 이것은 폭압적인 계층 사회 안에서 육신뿐만 아니라, 영혼마저 병들어 버린 현실에 대한 비탄이며, 세계를 밝힐 기회를 얻지 못한 채 꺼져버린 수많은 이성의 눈물이다. 이것은 위로할 길 없는 슬픔의 색이다.

그러나 검정은 또한 아름답다. 그것은 결단, 의지, 힘의 색깔이다. 검정은 신비로운 어둠속에 둘러 쌓여 발아하는 새로운 생명의 온상이며, 늘 새로워지고 다시 창조하게 하는 비옥함이다. 검정은 그 깊은 대지에 비밀스럽게 씨앗을 심어서 새로운 창조의 여정과 성장을 둘러싸 보호하는 것이다.

그러니 검정은 부정, 분노, 격분, 애도, 아름다움, 희망이며 인간 삶의 새로운 형태의 발전을 위한 출발점이다. 검은 깃발은 이 모든 것을 의미한다. 우리는 기꺼이 그것을 치켜올릴 것이다. 검은 깃발이 더 이상 필요치 않은 그날이 올 때까지..."
 — "Why the Black Flag?", Howard Ehrlich (ed.), Reinventing Anarchy, Again, pp. 31-2

## 흑적기와 반흑기

붉고 검은 깃발은 아나키즘과 밀접히 연결되어 있다. 머레이 북친은 스페인에서 이 깃발을 사용했다고 언급한다.
"붉은 색과 함께하는 검은 깃발은 유럽과 아메리카 전역에 거친 아나키스트 행동의 표상이다. 1910년 CNT(스페인 전국노동총연맹)의 창립에 있어서, 대각선으로 나누어진 검붉은 깃발이 채택, 사용되었다. 그러나 검붉은 깃발이 다른 나라에서도 사용되었던 증거는 많이 있다. 다만 주로 스페인과 같은 라틴 국가에서 널리 사용되었다." 1920년 이탈리아 노동 대투쟁에서 검붉은 깃발이 사용되었다. 멕시코 혁명가 Augusto Sandino는 멕시코 혁명기간 동안 멕시코 아나코 생디칼리스트들로부터 영향을 받아 검붉은 깃발을 사용하였다. 역사학자 Donald C. Hodges은 Sandino의 검붉은 깃발은 생디칼리스트들로부터 유래하였으며 스페인 이민자들로부터 영향을 받았다고 언급하였다. 그의 깃발은 자유를 위한 노동자들의 투쟁을 상징하는 것이다.
영어권 나라의 아나키스트들이 사용하는 검붉은 깃발은 원래 스페인 혁명과 1936년 내전이 세계 곳곳에 널리 알려지면서 함께 퍼진 결과이다. 이는 또한 검붉은 깃발이 대체로 아나코 생디칼리스트의 상징이라 여겨지는 원인이다. 즉 검붉은 깃발은 아나코 코뮤니즘 보다는 아나코 생디칼리즘과 더 밀접한 관계가 있다.
Albert Meltzer의 말처럼 "노동운동의 색깔은 붉은 색이다. 그러므로 스페인 CNT은 검붉은 깃발은 아나코 생디칼리즘을 의미한다." Donald C. Hodges도 "멕시코의 아나코 생디칼리스트 동맹의 붉은 띠는 자본계급에 저항하는 노동자들의 투쟁을 상징하며 검정은 직접투쟁의 행동을 의미한다."고 하였다.
George Woodcock도 이 깃발의 유래로서 스페인을 다음과 같이 강조하였다.
"스페인에서 아나코 생디칼리스트 깃발은 대각선으로 나누어진 검고 붉은 깃발이다. 아나키스트 인터내셔널은 처음에 붉은 깃발을 사용하였다. 그러나 이후 검정 깃발로 대체하였다. 검붉은 깃발은 인터내셔널의 민중적 요구와 아나키즘 정신을 통합하려는 시도에서 비롯되었다"
그러나 검붉은 깃발이 처음 사용된 경우는 1874년 8월 이탈리아 폭동에서다. 비록 실패했지만 많은 이들이 아나키스트들의 검붉은 휘장을 주목하였다. 1877년 4월 이와 비슷한 폭동이 이탈리아 작은 도시 Letino에서 일어났다. 아나키스트들은 검붉은 무늬의 옷을 입고 같은 깃발을 사용하였다. 이러한 시도는 전국적으로 큰 주목을 받았고 인터내셔널과 사회주의 프로그램에 상당한 영향을 미쳤다. Ravindranathan과 Woodcock은 이러한 사건 현장에서 모두 똑같은 깃발-red & black flag-을 사용하였다는 것을 기록하였다.
이후 멕시코에서 검붉은 깃발이 사용되었다는 기록이 있다. 1879년 12월 14일 멕시코 시티 콜럼버스 파크에서 아나키스트들은 5000명의 시위자들에게 검붉은 깃발을 갖추도록 요청하였다. 깃발에는 'La Social, Liga International del Jura'이 생겨져 있었고 연설자 연단에 세원진 거대한 검은 깃발에는 'La Social, Gran Liga International'이 새겨져 있었다. 멕시코와 유럽 아나키스트들의 연대는 매우 강력했다. 19세기 멕시코 시티 노동운동 세력은 유럽에 산재한 제1인터내셔널의 노동자 연합과 매우 긴밀한 연결을 유지하고 있었다.
멕시코와 이탈리아에서 똑같은 깃발을 사용된 것은 그리 놀라운 일이 아니다. 두 곳은 모두 권력에 저항하는 인터내셔널로서 상호 밀접한 연대를 유지하고 있었기 때문이다. 이탈리아와 멕시코 아나키스트들은 제1인터내셔널에 동참하고 있었다. 두 곳은 스위스 바쿠닌의 쥐라 연합처럼 노동조합을 통한 직접행동(파업)에 치중하고 있었다. 이는 제1인터내셔널의 집산주의적 아나키즘과 아나코 생디칼리즘이 수평적 관계를 유지하며 동일한 상징물까지 공유하고 있었다는 것을 의미한다. 크포포트킨은 "생디칼리즘은 단지 인터내셔널의 부활에 지나지 않는다"고 말했다.
붉은색과 검정의 혼합은 논리적 발전의 결과이다. 검붉은 깃발은 1831년 리용에서의 폭동과도 관계가 깊다. 검붉은 깃발의 출현은 이들에게 전혀 이례적인 것이 아니었던 것이다. 계급 투쟁에 있어서 파업의 중요성을 강조하는 생디칼리즘과 권력에 저항하는 직접행동에 기반을 둔 아나키즘 간의 제휴는 자연적인 발전의 산물이다.
1870년대 후반 검붉은 깃발의 이러한 사용에도 불구하고 검붉은 깃발이 널리 사용된 때는 30년 후 스페인 CNT의 창립 이후였다. 아나코 생디칼리즘이 널리 알려지지 않았을 때도 생디칼리스트가 아닌 아나키스트들은 검붉은 깃발을 즐겨 사용했다.
요컨대, 검붉은 깃발은 노동운동과정에서, 생디칼리즘과 제휴하는 과정에서 아나키스트들의 경험에서 나온 결과라는 것이다. 검정은 자유지상주의적 사상과 직접행동을 상징한다. 붉은 색은 노동운동을 상징한다. 수년이 지난 지금 아나키를 상징하는 검정과 사회적 협동, 연대를 상징하는 붉은 색은 아나키스트 상징의 표준이 되었다. 그러므로 검붉은 깃발은 아나키즘(개인의 자유와 공동체의 연대)의 목적을 상징하는 심벌일 뿐만이 아니라 노동민중이 스스로 조직하여 저항하고 파업하며 연대감을 더욱 공고히하는 일련의 혁명과정을 의미하기도 한다.
즉 반흑기의 유래는 흑적기이며, 흑적기는 검은 깃발이 아나키즘의 상징으로서 여겨지기 이전부터 사용되어 왔다. 따라서 흑적기는 단지 아나코 생디칼리즘이나 아나코 코뮤니즘을 상징하는 것이 아니라 전통적 아나키즘의 줄기를 상징한다고 볼 수 있다. 흑적기를 사용하는 많은 아나키스트들이 아나코 코뮤니스트나 생디칼리스트인것은, 아나키스트 거의 대부분이 그쪽 계열이기 때문이다. 이런 이유로 흑적기 이외의 깃발은 현실에서 보기 매우 어려우며 사실상 상징으로만 존재한다.

## 서클 A(circled-A)

서클 A는 아나키즘 심벌로서 (아마도) 검은 깃발이나 검붉은 깃발보다 더 유명하다. Peter Marshall에 의하면 "서클 A는 프루동의 격언 '아나키는 질서(Anarchy is Order)'라는 것을 나타낸다"고 말했다. Peter Peterson 또한 원은 전세계 아나키스트들의 연대를 부르짖는 통합(연합)과 결단의 상징이라고 말했다.
그러나 아나키스트 심볼로서 서클 A의 기원은 다소 불명확하다. 많은 이들은 1970년 펑크 문화에서 시작되었다고 주장하다. 그러나 그 기원을 알기 위해서는 좀더 먼 과거로 거슬러 올라가야 한다. Peter Marshall은 "1964년 프랑스 조직, Jeunesse Libertaire가 '아나키는 질서다'라는 프루동의 슬로건을 내걸며 원 A을 만들면서 세계 각지에 퍼졌다고 주장한다. 그러나 이것이 심벌의 시초는 아니다. 1956년 11월 25일, 브뤼셀에 있는 "the Alliance Ouvriere Anarchiste "(AOA)가 이 심벌을 취하였다. 이후 스페인 시민전쟁에 대한 BBC 다큐멘터리 프로그램이 아나키스트 시민군 한 멤버의 헬멧 뒤쪽에 장식된 원 A모양을 보여준 이후 원 A가 널리 퍼지게 되었다.
오늘날 서클 A는 전체 정치적 상징물들 중에서 가장 성공적인 이미지로 인식되고 있다. 그것의 대단한 단순함과 솔직함은 1968혁명 이후 재부활하는 아나키즘 운동의 상징으로 수용되었다. 언어가 무수히 많고 다양한 세계이지만 아나키스트들의 의사소통의 첫단계는 대문자 A를 보이는 것이다.

## 기타 여러 가지 상징물

아나키스트들의 대표적인 상징
흑적기를 응용한 깃발들
아나코-생디칼리즘의 상징물이다. 검은색은 아나키즘, 고양이는 산업노동자를 의미한다.
해적기는 최근 아나키스트들이 주로 사용하는 깃발이다. 주로 신자유주의적 세계화에 반대하는 시위에 이 기가 자주 등장한다.
아나키스트들의 음악 장르인 펑크 록 스타일로 꾸며진 서클 A
사봇(Sabot)은 19세기에서 20세기 초 사이에 사보타주와 관련하여 상징으로서 자리매김하였다.
스쾃을 상징하는 기호
아나키스트 블랙 크로스의 상징

## 같이 보기
- 아나키스트 흑십자사